# Bol d'or (cyclisme)
Pour les articles homonymes, voir Bol d'or (homonymie).

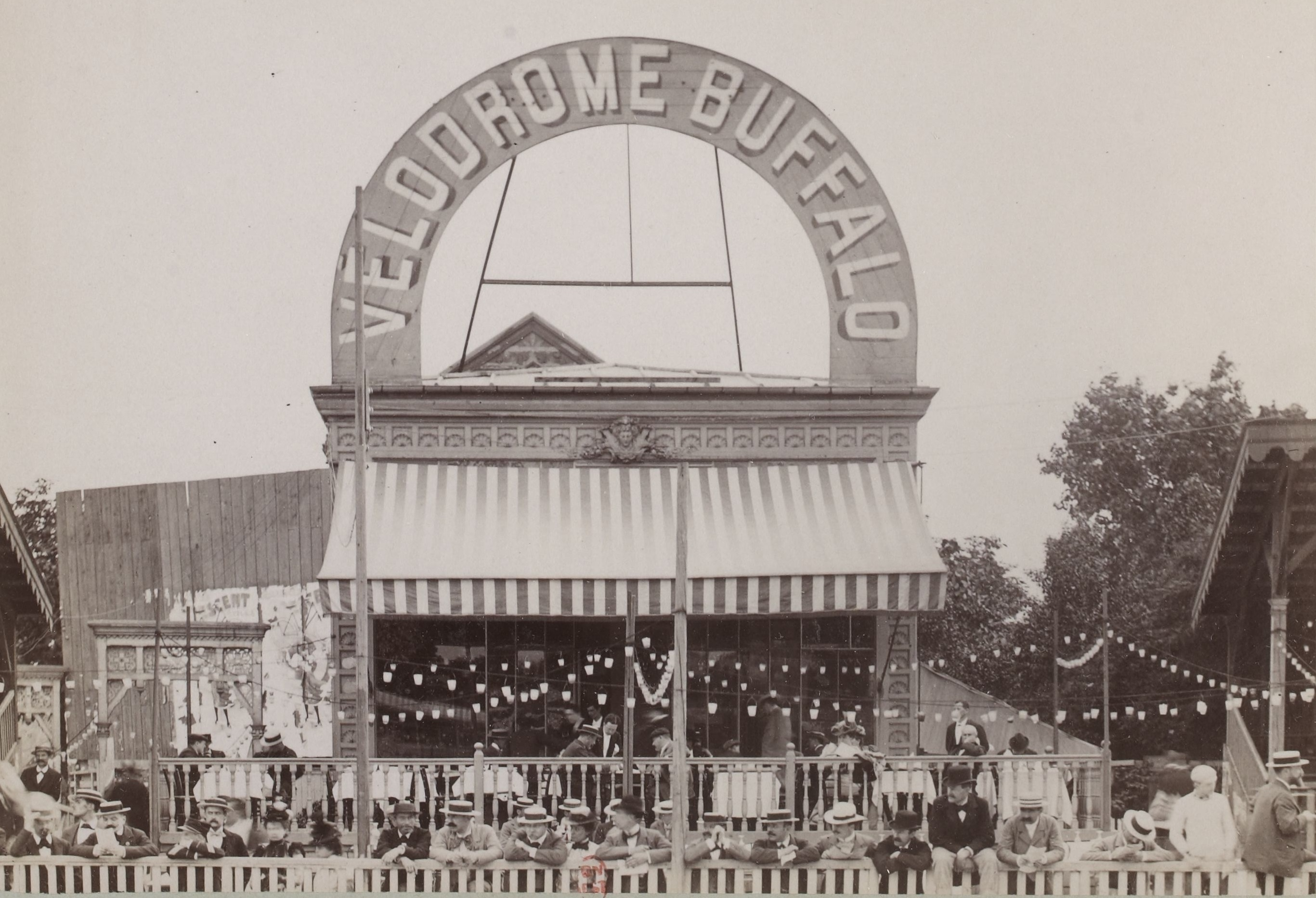
Buffalo, le jour du bol d'or 1897.

Le Bol d'or est une compétition française de cyclisme sur piste  d'endurance sur 24 heures, créée en 1894 par le journal Paris-Pédale, fondé par Paul Decam (1853-1926). Elle devait son nom à la récompense remise au vainqueur, un bol en bronze doré créé par le sculpteur Raoul Larche, fondu dans les ateliers de la maison Siot-Decauville et offert par les Chocolats Menier. Le trophée se trouve désormais dans les collections du Musée national du sport à Nice.
Elle fut disputée le plus souvent au Vélodrome Buffalo à Neuilly-sur-Seine, puis au Vélodrome d'Hiver à Paris. Elle eut lieu de 1894 à 1913 (sauf en 1901), puis, après la Première Guerre mondiale, en 1919, 1924, 1925, 1927, 1928 et 1950.
La course a été remportée pour la première fois, et à quatre reprises, par le coureur Constant Huret, surnommé Le Boulanger : en 1894, 1895, 1898 et 1902. Elle a été remportée à neuf reprises par le coureur Léon Georget, surnommé Le Père Bol d'Or : en 1903, 1907, 1908, 1909, 1910, 1911, 1912, 1913 et 1919. Son record est de 1 035,114 km parcourus en 24 heures par Honoré Barthélémy en 1925.

## Palmarès

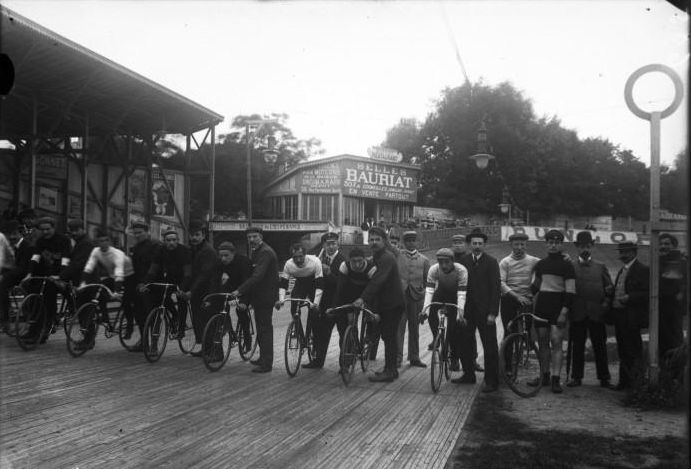
23 septembre 1905, départ du Bol d'Or, stade-vélodrome de Buffalo

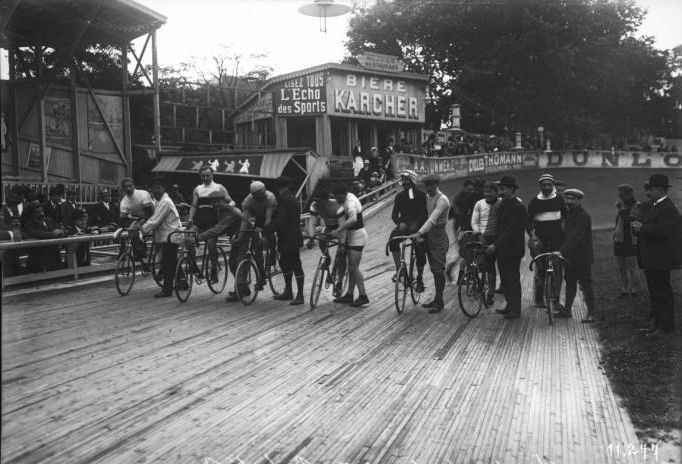
27 août 1910, départ du 17e Bol d'Or, coureurs cyclistes tenus pour le départ à Buffalo

| Année | Vainqueur           | Deuxième                 | Troisième           | Distance     | Format de course           | Vélodrome                     |
| ----- | ------------------- | ------------------------ | ------------------- | ------------ | -------------------------- | ----------------------------- |
| 1894  | Constant Huret      | Charles Meyer            | Gaston Rivierre     | 736,946 km   | derrière tandem            | Vélodrome Buffalo             |
| 1895  | Constant Huret      | Alex Lewis               | Gaston Rivierre     | 829,498 km   | derrière tandem            | Vélodrome Buffalo             |
| 1896  | Gaston Rivierre     | E. Williams              | Buffel              | 859,120 km   | derrière tandem            | Vélodrome Buffalo             |
| 1897  | Lucien Stein        | Henri Aries              | Ambroise Chevogeon  | 764,826 km   | derrière tandem            | Vélodrome Buffalo             |
| 1898  | Constant Huret      | Thaddäus Robl            | Lucien Stein        | 852,468 km   | derrière triplette         | Vélodrome de Roubaix          |
| 1899  | Albert Walters      | Marius Thé               | César Garin         | 1 020,977 km | derrière tandem électrique | Vélodrome du Parc des Princes |
| 1900  | Mathieu Cordang     | Thaddäus Robl            | Maurice Garin       | 956,775 km   | derrière triplette         | Vélodrome de Vincennes        |
| 1902  | Constant Huret      | Lucien Petit-Breton      | Jean Fischer        | 779,488 km   | derrière tandem            | Vélodrome Buffalo             |
| 1903  | Léon Georget        | Anton Jaeck              | Rodolfo Muller      | 847,803 km   | derrière tandem            | Vélodrome Buffalo             |
| 1904  | Lucien Petit-Breton | Léon Georget             | Arthur Vanderstuyft | 852,000 km   | derrière tandem            | Vélodrome Buffalo             |
| 1905  | Arthur Vanderstuyft | Jean-Baptiste Dortignacq | Nat Butler          | 943,666 km   | derrière tandem            | Vélodrome d'Hiver             |
| 1906  | René Pottier        | Louis Trousselier        | Léon Georget        | 925,290 km   | derrière tandem            | Vélodrome Buffalo             |
| 1907  | Léon Georget        | Auguste Ringeval         | François Lafourcade | 904,420 km   | derrière tandem            | Vélodrome Buffalo             |
| 1908  | Léon Georget        | Jean-Baptiste Dortignacq | François Lafourcade | 973,666 km   | derrière tandem            | Vélodrome d'Hiver             |
| 1909  | Léon Georget        | Paul-Herman Combes       | François Lafourcade | 845,700 km   | derrière tandem            | Vélodrome Buffalo             |
| 1910  | Léon Georget        | François Lafourcade      | Franz Suter         | 923,300 km   | derrière tandem            | Vélodrome Buffalo             |
| 1911  | Léon Georget        | Constant Niedergang      | Henri Cornet        | 915,160 km   | derrière tandem            | Vélodrome Buffalo             |
| 1912  | Léon Georget        | François Lafourcade      | Emile Eigeldinger   | 951,750 km   | derrière tandem            | Vélodrome d'Hiver             |
| 1913  | Léon Georget        | Marcel Godivier          | Arthur Vanderstuyft | 909,984 km   | derrière tandem            | Vélodrome d'Hiver             |
| 1919  | Léon Georget        | Marcel Godivier          | Edouard Léonard     | 924,680 km   | derrière tandem            | Vélodrome d'Hiver             |
| 1924  | Oscar Egg           | Paul Duboc               | Léon Georget        | 936,325 km   | derrière tandem            | Vélodrome Buffalo             |
| 1925  | Honoré Barthélémy   | Jules Deloffre           | Gaston Veillet      | 1 035,114 km | derrière tandem            | Vélodrome de Bordeaux         |
| 1927  | Honoré Barthélémy   | Paul Duboc               | André Mouton        | 924,500 km   | derrière tandem            | Vélodrome Buffalo             |
| 1928  | Hubert Opperman     | André Mouton             | Marcel Huot         | 950,060 km   | derrière tandem            | Vélodrome Buffalo             |
| 1950  | Fiorenzo Magni      | Rudolf Valenta           | Ange Le Strat       | 867,609 km   | derrière derny             | Vélodrome d'Hiver             |